# مدينة دبي للاستوديوهات
مدينة دبي للاستوديوهات أنشئت في دبي بالإمارات العربية المتحدة. وهي منطقة حرة تملكها شركة دبي القابضة مخصصة للإنتاج التلفزيوني والإذاعي والسينمائي. تأسست عام 2005. داخل مشروع دبي لاند وتمتد على مساحة تقارب 22 مليون قدم مربع، وتضم المدينة ثلاثة أنواع من الاستوديوهات الانتاجية الخاصة في الموسيقا والسينما والتلفزيون، والتي تم تصميمها وفقاً للمواصفات والمعايير العالمية، كي تكون قادرة على تلبية متطلبات الانتاج للمستثمرين. كما تشتمل المدينة على شركات الانتاج والمونتاج والمكساج، والشركات الخاصة بتصميم الملابس والديكورات، ووكالات الفنانين، وشركات الرسوم المتحركة، و توفر المدينة العديد من المرافق والخدمات فهي مجهزة بأكبر الغرف العازلة للصوت، ومواقع التصوير والمعدات، والمستودعات وخزانات المياه والمساحات المكتبية الداعمة، بالإضافة لخدمات الطباعة والتحميض، كما تتوافر في المدينة خدمات الطاقة، وخدمات التبريد، والبوابات العملاقة التي تسمح بتحميل المعدات ذات الحجم الكبير.

## الأهداف
تم تأسيس مدينة دبي للاستوديوهات كمحطة عالمية لشركات الإنتاج وصناعة المحتوى، وتهدف المدينة إلى تحقيق مايلي:
- جذب واستقطاب كبرى شركات الانتاج المحلية والاقليمية والعالمية، عن طريق توفير كافة متطلبات الشركات والعملاء، المختصين بقطاع الانتاج والمحتوى الابداعي.
- تطوير صناعة الإعلام والترفيه عن طريق تأمين بيئة مثالية للإنتاج الإعلامي، وتوفير بنية تحتية متطورة تشمل كافة الخدمات والمرافق التي تساعد الشركات على إنتاج أفضل.
- مواكبة أحدث التطورات من تقنيات الصوت والصورة والخلفيات، وتعزيز ودعم الابتكار في المجال التكنولوجي الخاص بعمليات الإنتاج التلفزيوني والسينمائي.

## لجنة دبي للانتاج السينمائي والتلفزيوني
التي تشكلت بقرار المجلس التنفيذي لإمارة دبي رقم (50) لعام 2014، وتعتبر الهيئة الوحيدة المخولة باصدار تصاريح التصوير في دبي بالتنسيق مع الجهات الحكومية والقطاعات الخاصة، ويهدف عمل اللجنة إلى دعم الإنتاج الإعلامي المحلي في دبي، بالإضافة لاستقطاب أكبر عدد من صناع المحتوى المرئي والرقمي والسينمائي على المستوى العالمي، عن طريق تقديم الخدمات والحوافز والتسهيلات لشركات الإنتاج السينمائي، والعمل كحلقة وصل بين الجهات الحكومية والشركات الخاصة لتسهيل عمليات التصوير الإعلامي، وتأمين التأشيرات الخاصة بالعاملين في هذا القطاع.

## إنجازات
شهدت المدينة إنتاج مايزيد على 4000 عمل سينمائي وتلفزيوني ع بين عامي 2017 و2020 بميزانية تفوق 400 مليون درهم إماراتي.
تم جذب عدة إنتاجات عالمية ناجحة وأهمها:
- "ستار تريك بيوند"
- "المهمة المستحيلة" للممثل العالمي توم كروز
- فيلمي "فانجارد" و"كونج فو يوغا" للممثل جاكي تشان
- "ماستر شيف أرابيا"
- "ذا كيوب".
- فيلم "321 أكشن"

نظمت مدينة دبي للاستديوهات فعاليات هامة مثل:
- "صنّاع الأمل العرب"
- مهرجان ON.DXB
- معرض الكتاب "بيج باد وولف"
- مركز تدريب للعرض المسرحي المائي "لا بيرل".

## فندق "استديو ون"
صممت  فندق "استديو ون" شركة تصميم داخلي حائزة على العديد من الجوائز، حيث يضم الفندق مجموعة مطاعم ومساحات ترفيه واسعة

## جوائز
- فازت مدينة دبي للاستوديوهات بجائزة مجلة ديجيتال استديو وحصلت على لقب استديوهات العام في حفل توزيع الجوائز للعام 2016.[10]

## المؤسسات
- دار الحياة

## مواقع خارجية
- الموقع الرسمي لمدينة دبي للاستوديوهات
- الموقع الرسمي لحكومة دبي